# Alcalà de Xivert (kommun)
Alcalà de Xivert är en kommun i Spanien.   Den ligger i provinsen Província de Castelló och regionen Valencia, i den östra delen av landet, 300 km öster om huvudstaden Madrid. Antalet invånare är 8 218. Arean är 168 kvadratkilometer. Alcalà de Xivert gränsar till Benlloch, Cuevas de Vinromá, Santa Magdalena de Pulpis, Torreblanca, Peníscola/Peñíscola, La Salzadella och Vilanova d'Alcolea. 
Terrängen i Alcalà de Xivert är kuperad åt nordväst, men åt sydost är den platt.